# The Boat Race
 (janvier 2023).

Logo de la course.

Tracé de l'épreuve.

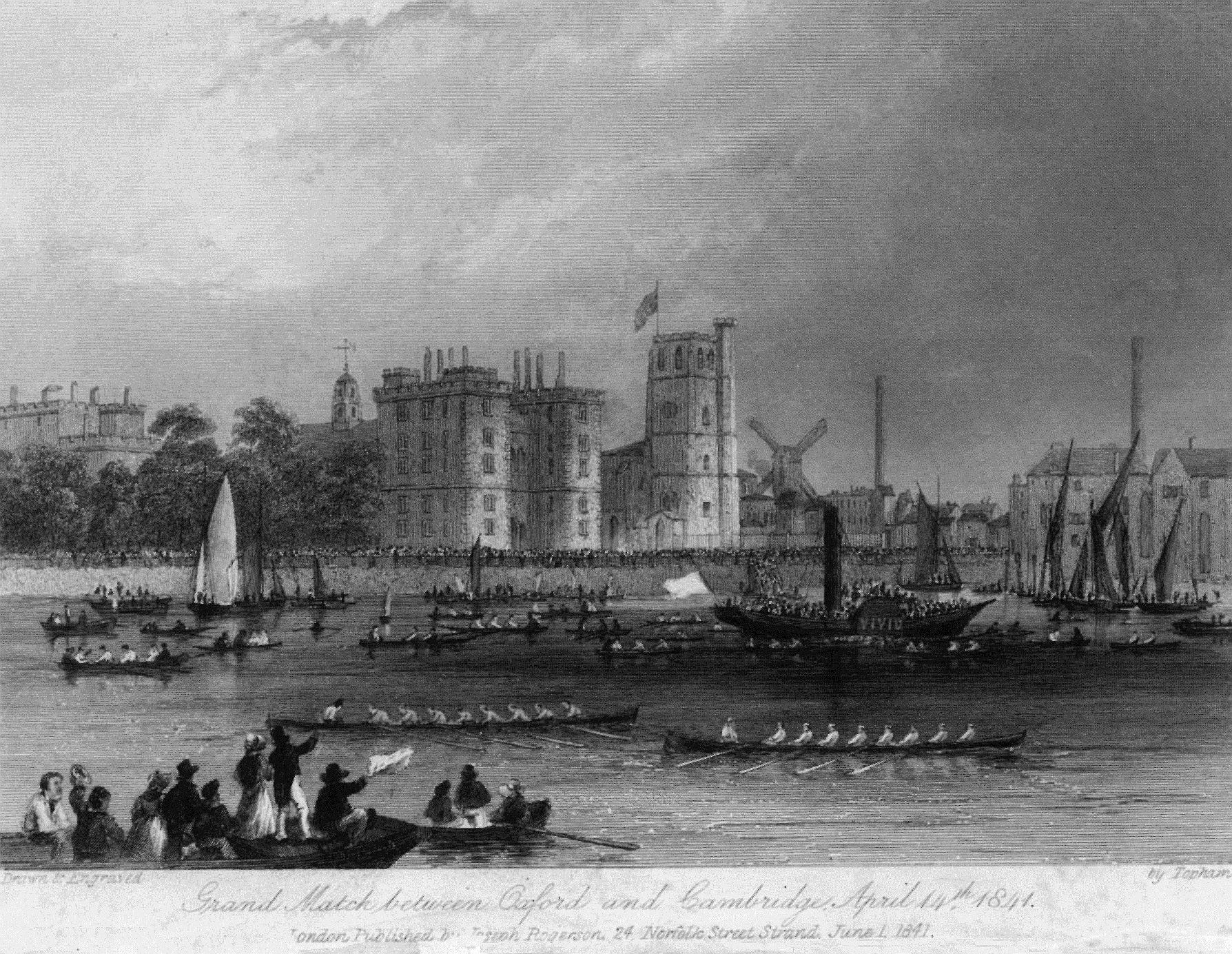
Gravure de l'arrivée en 1841 (devant le Lambeth Palace).

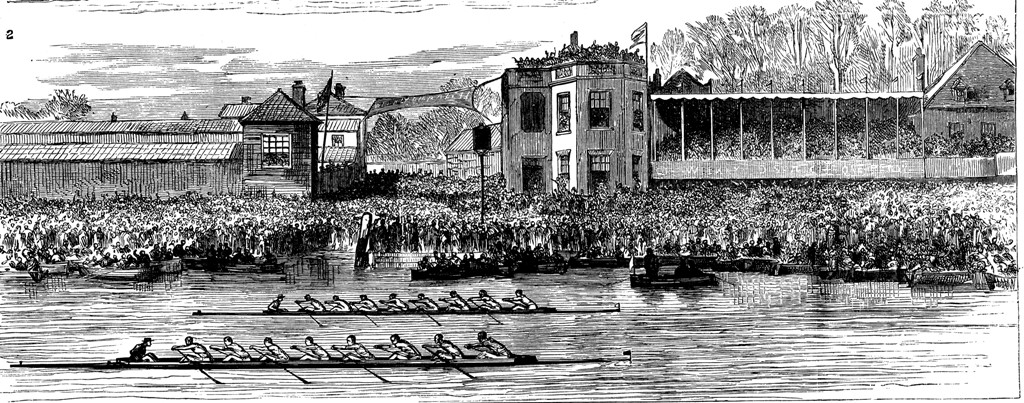
L'arrivée ex-aequo en 1877.

The Boat Race est une célèbre course d'aviron qui se court tous les ans au printemps entre les universités de Cambridge et d'Oxford sur la Tamise à Londres au Royaume-Uni. Cet événement est très populaire parmi les anciens de ces universités mais également pour les amateurs d'aviron ainsi que le grand public. Le nombre de spectateurs sur les berges de la Tamise est estimé à environ 500 000. En 2004, la retransmission télévisée a été suivie par un peu plus de cinq cents millions de téléspectateurs dans le monde entier. Ceci en fait un des événements sportifs les plus suivis au monde. La première course remonte au 10 juin 1829 et se court tous les ans depuis 1856, sauf pendant les deux guerres mondiales et en 2020 du fait de la crise du Covid-19.
Les membres des deux équipes sont traditionnellement surnommés les blues (les bleus) et chacun des bateaux Blue Boat, le Cambridge University Boat Club ayant pour couleurs le bleu clair et Oxford le bleu foncé.

## La course
La course d'aviron se court précisément sur quatre miles et 374 verges soit 6 779 mètres de Putney jusqu'à Mortlake en passant par Barnes et Hammersmith. Cette course est ouverte aux huit avec barreur (i.e., quatre paires de rameurs et un barreur) et n'impose pas de limite de poids. Les bateaux doivent remonter le fleuve mais la course est synchronisée avec la marée montante. Les points de départ et d'arrivée ont presque toujours été Putney et Mortlake mais à quelques occasions, la course a eu lieu[source secondaire souhaitée] : 
- en 1829 à Henley-on-Thames ;
- de 1839 à 1842 de Westminster à Putney ;
- en 1846, 1856, 1862 et 1863 de Mortlake à Putney.

Il y a également eu quatre courses non officielles hors de Londres durant la Seconde Guerre mondiale : en 1940 à Henley-on-Thames, en 1943 à Sandford-on-Thames, en 1944 et 1945 sur la rivière Great Ouse à Ely[source secondaire souhaitée]. Les résultats de ces courses ne sont pas retenus dans les résultats officiels.
Une course non officielle a également eu lieu à Paris le 2 mai 1975[source secondaire souhaitée].

## Histoire
La tradition a débuté avec Charles Merivale, un étudiant de Cambridge et son ami Charles Wordsworth qui se trouvait à Oxford. Cambridge a défié Oxford au cours d'une course et le défi a été reconduit l'année suivante. La tradition s'est poursuivie année après année, le perdant relançant le défi pour l'année suivante.

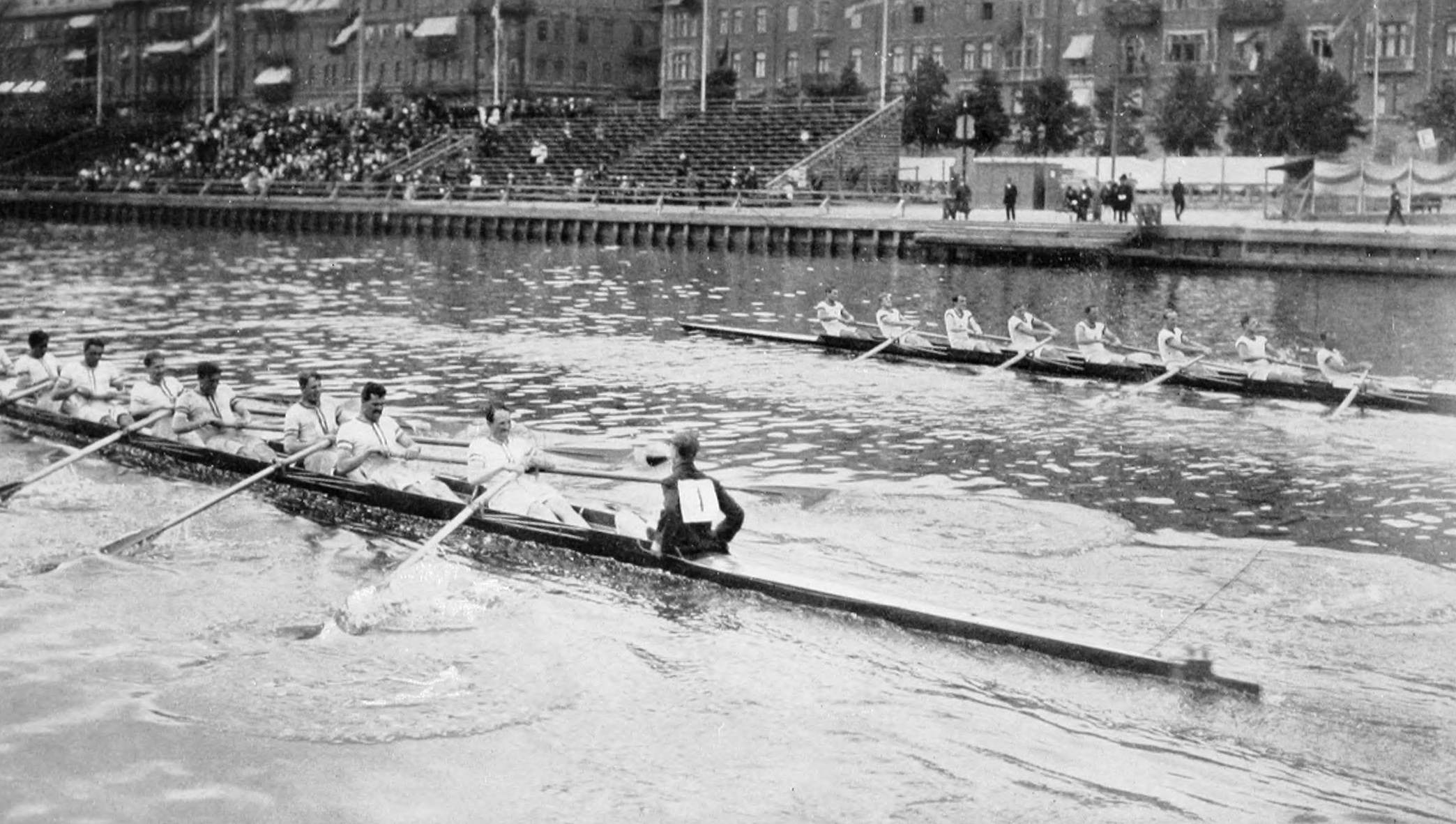
Les Britanniques du Leander Club d'Oxford (à gauche) face aux Australiens en quarts de finale des Jeux olympiques de 1912. Philip Fleming est le premier rameur sur la bateau britannique, en partant de la droite (c'est-à-dire de l'arrière).

Bien que la course se déroule entre rameurs amateurs, chacun des rameurs devant être étudiant dans les universités respectives, l'entraînement que subit chacune des équipes est très éprouvant. Elles s'entraînent en moyenne 6 jours par semaine durant les 6 mois qui précèdent la course. L'esprit de compétition est tellement important entre les deux universités qu'il n'est pas rare de voir des rameurs de niveau olympique dans chacun de leurs rangs. Aux Jeux olympiques de 1912, la Grande-Bretagne envoie ainsi deux équipes d'anciens étudiants d'Oxford, qui remportent respectivement la médaille d'or et celle d'argent à l'épreuve du huit avec barreur. Parmi elles, Philip Fleming, l'oncle d'Ian Fleming, membre de l'équipe victorieuse d'Oxford à la course de 1910. Lewis Clive, champion olympique aux Jeux d'été de 1932, a lui été membre de l'équipe malheureuse d'Oxford aux courses de 1931 et de 1932.
L'équipe d'Oxford a compté dans son équipe le quadruple médaillé olympique Matthew Pinsent en 1990, 1991 et 1993. Les médaillés des Jeux olympiques d'été de 2000 Tim Foster, Luka Grubor et Kieran West ont ramé respectivement pour Oxford en 1997, puis pour Cambridge en 1999 et en 2001. Ceci a soulevé les accusations non prouvées que ces étudiants avaient été acceptés à l'université pour leurs résultats sportifs plus que pour leurs capacités intellectuelles. Ceci ne semble plus être le cas de nos jours. En 2005, l'équipe de Cambridge a par exemple aligné 4 étudiants au doctorat dont un étudiant en médecine humaine et un étudiant en médecine vétérinaire. Mais les accusations continuent cependant à être régulièrement relancées.

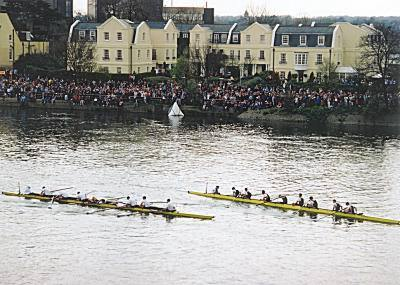
Arrivée de la course en 2002

La course est aujourd'hui devenue une institution nationale britannique et est retransmise à la télévision chaque année. Après 66 ans d'exclusivité, la BBC a laissé les droits de retransmission à ITV en 2005. La course a été gagnée 82 fois par Cambridge et 79 par Oxford. L'édition de 2003 a vu l'arrivée la plus serrée de son histoire, Oxford devançant Cambridge d'un pied seulement (environ 30 cm).
L'édition 2020 a été annulée en raison de la pandémie de coronavirus et le parcours de l'édition 2021 modifié en raison de l'état du Hammersmith Bridge.

## Préparation à la course
L'entraînement pour la course débute en septembre en même temps que l'année universitaire. Les premiers tests ont lieu en novembre au Championnat britannique d'aviron en intérieur où chacune des universités envoie une vingtaine de rameurs. Les deux universités envoient également leurs équipes respectives participer à la Fours Head, une course qui se court sur la Tamise à Londres mais dans le sens inverse de la Boat Race.
En décembre, les entraîneurs respectifs font s'affronter deux équipes de chaque université sur le même parcours que la course réelle. On donne souvent des surnoms à ces équipes. En 2004, les deux équipes de Cambridge étaient surnommées Kara et Whakamanawa (termes māori signifiant force et honneur) et celles d'Oxford Cowboys and Indians.
Durant la période de Noël, les équipes partent en camp d'entraînement à l'étranger où les équipages définitifs sont décidés. Une fois formés, ils se mesurent aux meilleures équipes d'aviron britanniques et étrangères.
Afin de pallier les cas de blessure ou de maladie, chaque université dispose de deux rameurs supplémentaires, appelés spare pair (paire de réserve). Dans la semaine précédant la course, les équipes des deux universités s'affrontent sur une distance de 1 mile. Les pesées officielles individuelles et de l'équipe ont lieu durant la dernière semaine.

## Anecdotes

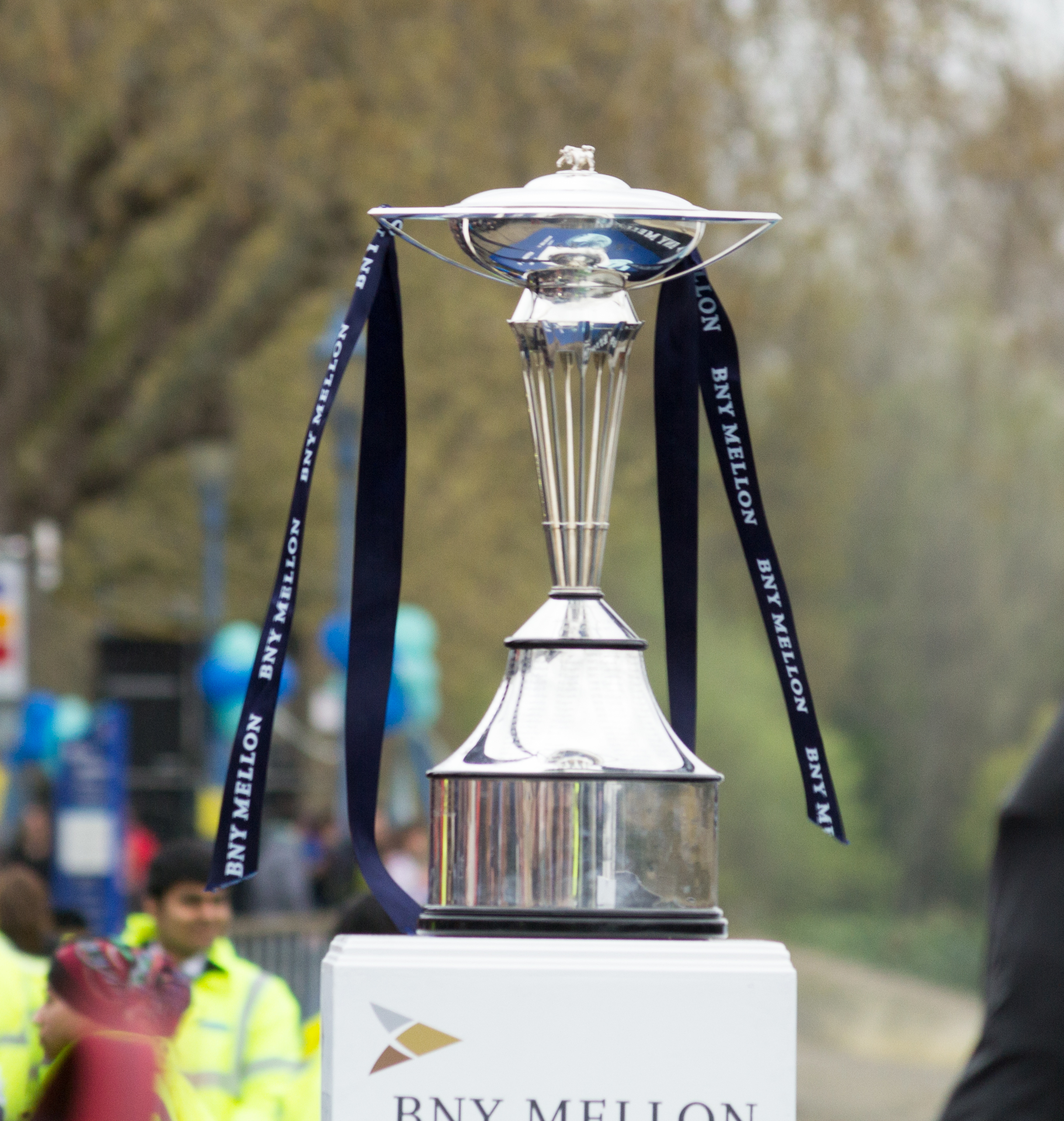
Le trophée en 2014.

- En 1949, un commentaire du journaliste sportif de la BBC John Snagge est resté célèbre : I can't see who's in the lead but it's either Oxford or Cambridge. (Je ne peux pas voir qui est en tête mais c'est soit Oxford, soit Cambridge).
- Le terme Boat Race est devenu si populaire que c'est un synonyme de face en Cockney rhyming slang, une forme d'argot des Cockney de Londres.
- Sur les armes du London Borough of Richmond upon Thames, sur le territoire duquel se déroule la plupart de la course, on trouve deux griffons portant des rames, une bleu clair et une bleu foncé, en référence aux couleurs des deux bateaux. Ces couleurs sont très rares en héraldique britannique.
- La première femme à participer à la course a été Susan Brown, qui a été la barreuse de l'équipe d'Oxford en 1981.
- Certains participants à la course sont par la suite devenus célèbres : George Mallory (Cambridge en 1906, 1907 et 1908), Andrew Irvine (Oxford en 1923), Lord Snowdon (Cambridge en 1950), Colin Moynihan (Oxford en 1977) et Hugh Laurie (Cambridge en 1980).
- Il est arrivé à trois reprises qu'un des deux bateaux coule durant la course : l'équipe d'Oxford en 1925 et l'équipe de Cambridge en 1859 et en 1978.

## Résultats
- Cambridge : 87 victoires
- Oxford : 81 victoires
- Ex aequo : 1

En 2006, la course avait lieu le dimanche 2 avril, à 16 h 35 (GMT), et a vu la première participation d'un rameur français, Bastien Ripoll dans l'équipe d'Oxford.
En 2012, aucun temps n'est accordé en raison de plusieurs incidents qui interrompirent la course.
2016, 2017 et 2018 voient la participation de la première française, Myriam Goudet  dans l'équipe de Cambridge. Le bateau perd la première année et manque de couler sur une Tamise démontée. L'équipage refuse d'arrêter la course, les pompes électriques remettant le bateau à flot. Le Guardian titre: "Oxford gagne la course mais Cambridge gagne contre la Tamise". Suivent deux victoires en 2017 et 2018.
En 2023, la course se déroule le dimanche 26 mars, à 16 h (GMT), et a vu la deuxième participation d'un rameur français, Noam Mouelle dans l'équipe de Cambridge.
| Date             | Vainqueur       | Temps           |
| ---------------- | --------------- | --------------- |
| 10 juin 1829     | Oxford          | 14:34           |
| 17 juin 1836     | Cambridge       | 36:45           |
| 3 avril 1839     | Cambridge       | 31:12           |
| 15 avril 1840    | Cambridge       | 29:03           |
| 14 avril 1841    | Cambridge       | 32:03           |
| 11 juin 1842     | Oxford          | 30:01           |
| 15 mars 1845     | Cambridge       | 23:03           |
| 3 avril 1846     | Cambridge       | 21:05           |
| 29 mars 1849     | Cambridge       | 22:00           |
| 15 décembre 1849 | Oxford          | faute           |
| 3 avril 1852     | Oxford          | 21:44           |
| 8 avril 1854     | Oxford          | 25:30           |
| 15 mars 1856     | Cambridge       | 25:48           |
| 4 avril 1857     | Oxford          | 22:05           |
| 27 mars 1858     | Cambridge       | 21:23           |
| 15 avril 1859    | Oxford          | 24:04           |
| 31 mars 1860     | Cambridge       | 26:05           |
| 23 mars 1861     | Oxford          | 23:03           |
| 12 avril 1862    | Oxford          | 24:04           |
| 28 mars 1863     | Oxford          | 23:06           |
| 19 mars 1864     | Oxford          | 21:04           |
| 8 avril 1865     | Oxford          | 21:24           |
| 24 mars 1866     | Oxford          | 25:35           |
| 13 avril 1867    | Oxford          | 22:39           |
| 4 avril 1868     | Oxford          | 20:54           |
| 17 mars 1869     | Oxford          | 20:12           |
| 6 avril 1870     | Cambridge       | 22:23           |
| 1er mars 1871    | Cambridge       | 23:01           |
| 23 mars 1872     | Cambridge       | 21:15           |
| 29 mars 1873     | Cambridge       | 19:35           |
| 28 mars 1874     | Cambridge       | 22:35           |
| 20 mars 1875     | Oxford          | 22:02           |
| 8 avril 1876     | Cambridge       | 20:02           |
| 24 mars 1877     | Ex-aequo        | 24:08           |
| 13 avril 1878    | Oxford          | 22:15           |
| 5 avril 1879     | Cambridge       | 21:18           |
| 22 mars 1880     | Oxford          | 21:23           |
| 8 avril 1881     | Oxford          | 21:51           |
| 1er avril 1882   | Oxford          | 20:12           |
| 15 mars 1883     | Oxford          | 21:18           |
| 7 avril 1884     | Cambridge       | 21:39           |
| 28 mars 1885     | Oxford          | 21:36           |
| 3 avril 1886     | Cambridge       | 22:03           |
| 26 mars 1887     | Cambridge       | 20:52           |
| 24 mars 1888     | Cambridge       | 20:48           |
| 30 mars 1889     | Cambridge       | 20:14           |
| 26 mars 1890     | Oxford          | 22:03           |
| 21 mars 1891     | Oxford          | 21:48           |
| 9 avril 1892     | Oxford          | 19:01           |
| 22 mars 1893     | Oxford          | 18:45           |
| 17 mars 1894     | Oxford          | 21:39           |
| 30 mars 1895     | Oxford          | 20:05           |
| 28 mars 1896     | Oxford          | 20:01           |
| 3 avril 1897     | Oxford          | 19:12           |
| 26 mars 1898     | Oxford          | 22:15           |
| 25 mars 1899     | Cambridge       | 21:04           |
| 31 mars 1900     | Cambridge       | 18:45           |
| 30 mars 1901     | Oxford          | 22:31           |
| 22 mars 1902     | Cambridge       | 19:09           |
| 1er avril 1903   | Cambridge       | 19:33           |
| 26 mars 1904     | Cambridge       | 21:37           |
| 1er avril 1905   | Oxford          | 20:35           |
| 7 avril 1906     | Cambridge       | 19:25           |
| 16 mars 1907     | Cambridge       | 20:26           |
| 4 avril 1908     | Cambridge       | 19:02           |
| 3 avril 1909     | Oxford          | 19:05           |
| 23 mars 1910     | Oxford          | 20:14           |
| 1er avril 1911   | Oxford          | 18:29           |
| 1er avril 1912   | Oxford          | 22:05           |
| 13 mars 1913     | Oxford          | 20:53           |
| 28 mars 1914     | Cambridge       | 20:23           |
| 1915             | Annulé (Guerre) | Annulé (Guerre) |
| 1916             | Annulé (Guerre) | Annulé (Guerre) |
| 1917             | Annulé (Guerre) | Annulé (Guerre) |
| 1918             | Annulé (Guerre) | Annulé (Guerre) |
| 1919             | Annulé (Guerre) | Annulé (Guerre) |
| 28 mars 1920     | Cambridge       | 21:11           |
| 30 mars 1921     | Cambridge       | 19:45           |
| 1er avril 1922   | Cambridge       | 19:27           |
| 24 mars 1923     | Oxford          | 20:54           |
| 5 avril 1924     | Cambridge       | 18:41           |
| 28 mars 1925     | Cambridge       | 21:05           |
| 27 mars 1926     | Cambridge       | 19:29           |
| 2 avril 1927     | Cambridge       | 20:14           |
| 31 mars 1928     | Cambridge       | 20:25           |
| 23 mars 1929     | Cambridge       | 19:24           |
| 12 avril 1930    | Cambridge       | 19:09           |
| 21 mars 1931     | Cambridge       | 19:26           |
| 19 mars 1932     | Cambridge       | 19:11           |
| 1er avril 1933   | Cambridge       | 20:57           |

| Date           | Vainqueur         | Temps             |
| -------------- | ----------------- | ----------------- |
| 17 mars 1934   | Cambridge         | 18:03             |
| 6 avril 1935   | Cambridge         | 19:48             |
| 4 avril 1936   | Cambridge         | 21:06             |
| 24 mars 1937   | Oxford            | 22:39             |
| 2 avril 1938   | Oxford            | 20:03             |
| 1er avril 1939 | Cambridge         | 19:03             |
| 1940           | Annulé (Guerre)   | Annulé (Guerre)   |
| 1941           | Annulé (Guerre)   | Annulé (Guerre)   |
| 1942           | Annulé (Guerre)   | Annulé (Guerre)   |
| 1943           | Annulé (Guerre)   | Annulé (Guerre)   |
| 1944           | Annulé (Guerre)   | Annulé (Guerre)   |
| 1945           | Annulé (Guerre)   | Annulé (Guerre)   |
| 30 mars 1946   | Oxford            | 19:54             |
| 29 mars 1947   | Cambridge         | 23:01             |
| 27 mars 1948   | Cambridge         | 17:05             |
| 26 mars 1949   | Cambridge         | 18:57             |
| 1er avril 1950 | Cambridge         | 20:15             |
| 26 mars 1951   | Cambridge         | 20:05             |
| 29 mars 1952   | Oxford            | 20:23             |
| 28 mars 1953   | Cambridge         | 19:54             |
| 3 avril 1954   | Oxford            | 20:23             |
| 26 mars 1955   | Cambridge         | 19:01             |
| 24 mars 1956   | Cambridge         | 18:36             |
| 30 mars 1957   | Cambridge         | 19:01             |
| 5 avril 1958   | Cambridge         | 18:15             |
| 28 mars 1959   | Oxford            | 18:52             |
| 2 avril 1960   | Oxford            | 18:59             |
| 1er avril 1961 | Cambridge         | 19:22             |
| 7 avril 1962   | Cambridge         | 19:46             |
| 23 mars 1963   | Oxford            | 20:47             |
| 28 mars 1964   | Cambridge         | 19:18             |
| 3 avril 1965   | Oxford            | 18:07             |
| 26 mars 1966   | Oxford            | 19:12             |
| 25 mars 1967   | Oxford            | 18:52             |
| 30 mars 1968   | Cambridge         | 18:22             |
| 5 avril 1969   | Cambridge         | 18:04             |
| 28 mars 1970   | Cambridge         | 20:22             |
| 27 mars 1971   | Cambridge         | 17:58             |
| 1er avril 1972 | Cambridge         | 18:36             |
| 7 mars 1973    | Cambridge         | 19:21             |
| 6 avril 1974   | Oxford            | 17:35             |
| 29 mars 1975   | Cambridge         | 19:27             |
| 20 mars 1976   | Oxford            | 16:58             |
| 19 mars 1977   | Oxford            | 19:28             |
| 25 mars 1978   | Oxford            | 18:58             |
| 17 mars 1979   | Oxford            | 20:33             |
| 5 avril 1980   | Oxford            | 19:02             |
| 4 avril 1981   | Oxford            | 18:11             |
| 27 mars 1982   | Oxford            | 18:21             |
| 2 avril 1983   | Oxford            | 19:07             |
| 18 mars 1984   | Oxford            | 16:45             |
| 6 avril 1985   | Oxford            | 17:11             |
| 29 mars 1986   | Cambridge         | 17:58             |
| 28 mars 1987   | Oxford            | 19:59             |
| 2 avril 1988   | Oxford            | 17:35             |
| 25 mars 1989   | Oxford            | 18:27             |
| 31 mars 1990   | Oxford            | 17:22             |
| 30 mars 1991   | Oxford            | 16:59             |
| 4 avril 1992   | Oxford            | 17:44             |
| 27 mars 1993   | Cambridge         | 17:00             |
| 26 mars 1994   | Cambridge         | 18:09             |
| 1er avril 1995 | Cambridge         | 18:04             |
| 6 avril 1996   | Cambridge         | 16:58             |
| 29 mars 1997   | Cambridge         | 17:38             |
| 28 mars 1998   | Cambridge         | 16:19             |
| 3 avril 1999   | Cambridge         | 16:41             |
| 25 mars 2000   | Oxford            | 18:04             |
| 24 mars 2001   | Cambridge         | 17:44             |
| 30 mars 2002   | Oxford            | 16:54             |
| 6 avril 2003   | Oxford            | 18:06             |
| 28 mars 2004   | Cambridge         | 18:47             |
| 27 mars 2005   | Oxford            | 16:42             |
| 2 avril 2006   | Oxford            | 18:25             |
| 7 avril 2007   | Cambridge         | 17:49             |
| 29 mars 2008   | Oxford            | 20:51             |
| 29 mars 2009   | Oxford            | 17:02             |
| 3 avril 2010   | Cambridge         | 17:35             |
| 26 mars 2011   | Oxford            | 17:32             |
| 7 avril 2012   | Cambridge         | 17:23             |
| 31 mars 2013   | Oxford            | 17:28             |
| 6 avril 2014   | Oxford            | 18:36             |
| 11 mars 2015   | Oxford            | 17:35             |
| 27 mars 2016   | Cambridge         | 18:41             |
| 2 avril 2017   | Oxford            | 16:59             |
| 24 mars 2018   | Cambridge         | 17:51             |
| 7 avril 2019   | Cambridge         | 16:57             |
| 29 mars 2020   | Annulé (Covid-19) | Annulé (Covid-19) |
| 4 avril 2021   | Cambridge         | 14:15             |
| 3 avril 2022   | Oxford            | 16:41             |
| 26 mars 2023   | Cambridge         | 18:18             |
| 30 mars 2024   | Cambridge         | 18:56             |
| 13 avril 2025  | Cambridge         | 16:56             |

### Résultats non officiels
| Date | Lieu               | Vainqueur |
| ---- | ------------------ | --------- |
| 1940 | Henley-on-Thames   | Cambridge |
| 1943 | Sandford-on-Thames | Oxford    |
| 1944 | Great Ouse, Ely    | Oxford    |
| 1945 | Inconnu            | Cambridge |

## Statistiques

Évolution du nombre de victoires, au fil des ans (hommes, femmes, réserves...).

- Temps record : Oxford, 1829, 14.34 ; 2e temps record : Cambridge, 1998, 16.19

- Rameur le plus lourd : Thorsten Engelmann, Cambridge 2007, 110,8 kg
- Rameur le plus léger : Alfred Higgins, Oxford 1882, 60,1 kg

- Équipage le plus lourd : Oxford 2009, 100 kg en moyenne

- Rameur le plus grand : Josh West, Cambridge 1999/2000/2001/2002, 2,07 m
- Équipage le plus grand : Cambridge 1999, 1,98 m en moyenne